# Raphinha
Raphael Dias Belloli (Porto Alegre, 14. prosinca 1996.), poznatiji po nadimku Raphinha, brazilski je nogometaš koji igra kao krilni napadač za španjolskog prvoligaša Barcelonu i brazilsku nogometnu reprezentaciju.